# Andrzej Kosturkiewicz
Andrzej Zbigniew Kosturkiewicz (ur. 24 lipca 1924 w Buczaczu, zm. 8 lipca 2009) – polski specjalista z zakresu melioracji i kształtowania środowiska, profesor Akademii Rolniczej w Poznaniu.

## Życiorys
Jego ojciec zginął w czasie II wojny światowej na terenie ZSRR. W 1944 został z matką i siostrą repatriowany z Buczacza do Rytra, gdzie początkowo pracował w rolnictwie. W 1945 wyjechał na studia do Poznania.
W 1950 ukończył studia na Wydziale Rolniczo-Leśnym Uniwersytetu Poznańskiego, następnie podjął pracę na macierzystej uczelni. W latach 1956–1960 odbył studia doktoranckie w Wyższej Szkole Rolnicznej we Wrocławiu i uzyskał tam w 1961 stopień doktora. W  tym samym roku został zatrudniony jako adiunkt w Wyższej Szkole Rolnicznej w Poznaniu (od 1972 przekształconej w Akademię Rolniczą) i przez całą karierę zawodową był związany z ta uczelnią. Był organizatorem i kierownikiem powstałej w 1962 Katedry Melioracji Rolnych. W 1967 uzyskał na WSR we Wrocławiu stopień doktora habilitowanego. W 1970 został mianowany docentem. Po przekształceniach organizacyjnych i likwidacji macierzystej katedry został kierownikiem Zespołu Dydaktyczno-Naukowego, następnie Zakładu Melioracji Wodnych w Instytucie Melioracji Rolnych i Leśnych (w latach 1970-1981), a następnie kierownikiem Katedry Melioracji Rolnych i Leśnych (1981-1994). W latach 1972–1975 był wicedyrektorem, w latach 1975-1981 dyrektorem Instytutu Melioracji Rolnych i Leśnych. W 1983 otrzymał tytuł profesora nadzwyczajnego, w 1992 tytuł profesora zwyczajnego. W latach 1987–1990 był dziekanem Wydziału Melioracji Wodnych. Przeszedł na emeryturę w 1994.
Prowadził badania nad gospodarowaniem wodą w rolnictwie i leśnictwie oraz ochroną zasobów wodnych terenów nizinnych bogato urzeźbionych.
Od 1975 był członkiem Komitetu Melioracji, następnie Komitetu Melioracji i Inżynierii Środowiska Rolniczego Polskiej Akademii Nauk, a także jego członkiem honorowym.
Był odznaczony Krzyżem Kawalerskim Orderu Odrodzenia Polski i Medalem Komisji Edukacji Narodowej.
W 1955 poślubił Zofię Lipińską (1928-2021).